# St. Louis Film Critics Association Awards 2004
1. ročník předávání cen asociace St. Louis Film Critics Association se konal dne 10. února 2005.

## Vítězové
Nejlepší film: Letec
Nejlepší film (komedie/muzikál): Bokovka
Nejlepší cizojazyčný film: Příliš dlouhé zásnuby (Francie) a Motocyklové deníky (Brazílie) (remíza)
Nejlepší režie (komedie/muzikál): Alexander Payne – Bokovka
Nejlepší režie (drama): Martin Scorsese – Letec
Nejlepší scénář: Bokovka –  Alexander Payne a Jim Taylor
Nejlepší mužský výkon v hlavní roli: Jamie Foxx – Ray
Nejlepší ženský výkon v hlavní roli: Hilary Swank – Million Dollar Baby
Nejlepší mužský výkon ve vedlejší roli: Thomas Haden Church – Bokovka
Nejlepší ženský výkon ve vedlejší roli: Cate Blanchett – Letec
Nejlepší animovaný film: Úžasňákovi
Nejlepší hudba: Ray
Nejlepší vizuální efekty: Úžasňákovi a Svět zítřka
Nejlepší výprava: Svět zítřka a Letec (remíza)
Nejlepší kamera: Zhato Xiaoding – Klan létajících dýk
Nejlepší dokument: Fahrenheit 9/11